# کاکایی کوچک

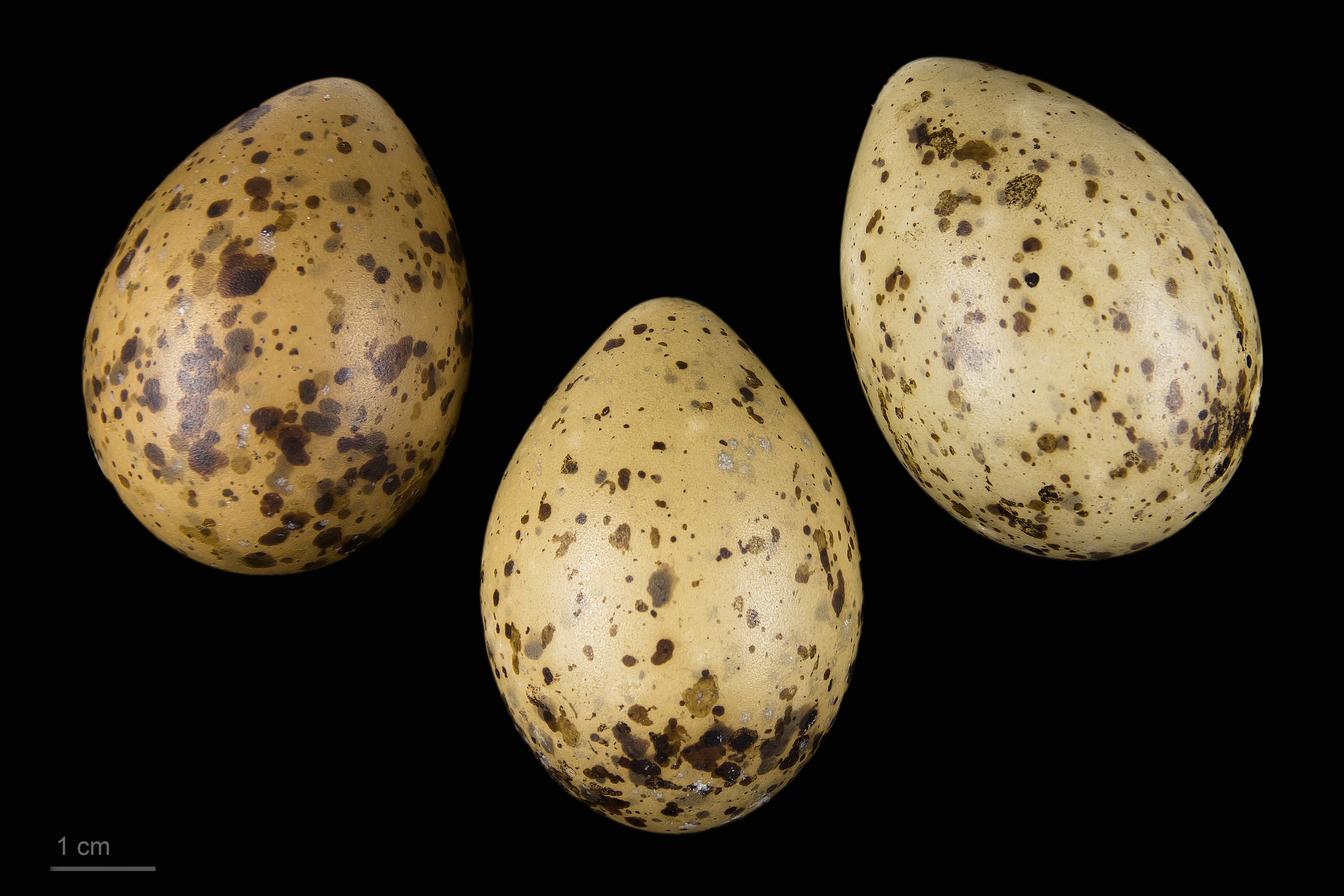
Hydrocoloeus minutus

کاکایی کوچک (نام علمی: Hydrocoloeus minutus) نام یک گونه از تیره مرغ نوروزی است.